# 邑楽郡
- 令制国一覧 > 東山道 > 上野国 > 邑楽郡
- 日本 > 関東地方 > 群馬県 > 邑楽郡

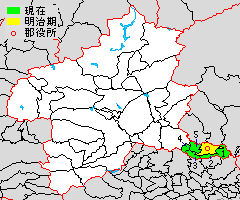
群馬県邑楽郡の範囲（1.板倉町 2.明和町 3.千代田町 4.大泉町 5.邑楽町）

邑楽郡（おうらぐん）は、群馬県（上野国）南東部に存在する郡。平成の大合併においては、群馬県内の郡では唯一所属する全町が合併を行わなかった。古くは「おはらぎのこおり」とも読まれた。
人口100,506人、面積132.37km²、人口密度759人/km²。（2025年7月1日、推計人口）
以下の5町を含む。
- 板倉町（いたくらまち）
- 明和町（めいわまち）
- 千代田町（ちよだまち）
- 大泉町（おおいずみまち）
- 邑楽町（おうらまち）

## 概要
- いずれの町も工業が発展しており、観光産業に乏しい。
- 県内の郡で唯一、男性が女性より多い。
- 前橋市から40～60km離れているのに対し、東京都心からは約70kmで、特に館林市、明和町、板倉町は便も良いため、都心との関係が県内の他の地域と比べて密接[注 1]。市町村によっては埼玉県さいたま市のほうが前橋市よりも近い。そのため群馬県内で関東大都市圏に属しているのは板倉町、明和町と旧邑楽郡の館林市のみ[1][注 2]。

## 郡域
1878年（明治11年）に行政区画として発足した当時の郡域は、上記5町に館林市と太田市古戸町を加えた区域にあたる。

## 歴史
古くは邑楽（おはらぎ）と読まれた。

### 近世以降の沿革
- 1661年 - 後の徳川5代将軍徳川綱吉が館林城25万石の城主（館林宰相とよばれた）になるとの同時に、館林城に近い下野国2郡7村が本郡に編入し、綱吉の新領地に加わる。（1町91村）
- 「旧高旧領取調帳」に記載されている明治初年時点での支配は以下の通り。幕府領は関東在方掛の岩鼻陣屋が管轄。●は村内に寺社領が存在。（1町91村）

| 知行         | 知行               | 村数     | 村名 |
| ------------ | ------------------ | -------- | --- |
| 幕府領       | 幕府領             | 38村     | 大久保村、島村、高鳥村、海老瀬村、下五箇村、飯野村、斗合田村、江黒村、千津井村、板倉村、岩田村、浮戸村、内蔵新田村、離村、細谷村、大荷場村、除川村、秋妻村、瀬戸井村、古戸村、鍋谷村、●赤岩村、福島村、寄木戸村、●上小泉村、下小泉村、坂田村、古氷村、吉田村、石打村、下中森村、野辺村、木崎村、萱野村、上五箇村、須賀村、新福寺村、藤川村                         |
| 藩領         | 上野館林藩         | 1町 40村 | 館林町、川俣村、大佐貫村、矢島村、近藤村、入ヶ谷村、日向村、鶉村、鶉新田、赤堀村、狸塚村、光善寺村、中野村、●堀工村、松原村、●羽附村、江口村、田島村、南大島村、新里村、中谷村、梅原村、青柳村、当郷村、●大新田、成島村、足次村、岡野村、高根村、木戸村、傍示塚村、上早川田村、下早川田村、新当郷村、田谷村、四ツ谷村、籾谷村、谷越村、●新宿村、小桑原村、赤生田村 |
| 藩領         | 上野前橋藩         | 1村      | 大輪沼新田、大輪沼新田ノ内・川俣村分（大輪沼新田のうち） |
| 幕府領・藩領 | 幕府領・前橋藩     | 8村      | 西岡新田、●北大島村、西岡村、●大曲村、仙石村、舞木村、上中森村、大輪村 |
| 幕府領・藩領 | 幕府領・館林藩     | 3村      | 篠塚村、上三林村、下三林村 |
| 幕府領・藩領 | 幕府領・三河西端藩 | 1村      | 古海村 |

- 慶応4年6月17日（1868年8月5日） - 新政府が岩鼻陣屋に岩鼻県を設置。幕府領・旗本領を管轄。
- 明治2年 - 前橋藩、館林藩の領地替えにより、古海村の西端藩領を除く全域が館林藩領となる。
- 明治4年
  - 7月14日（1871年8月29日） - 廃藩置県により館林県、西端県の管轄となる。
  - 11月14日（1871年12月25日） - 第1次府県統合により、全域が栃木県の管轄となる。
- 明治9年（1876年）（1町88村）
  - 8月21日 - 第2次府県統合により、群馬県（第2次）の管轄となる。
  - 大久保村・島村・高鳥村が合併して大高島村となる。
  - 浮戸村が籾谷村に合併。
- 明治11年（1878年）12月7日 - 郡区町村編制法の群馬県での施行により、行政区画としての邑楽郡が発足。郡役所が館林町に設置。

### 町村制以降の沿革

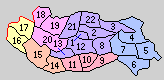
1.館林町 2.郷谷村 3.大島村 4.西谷田村 5.海老瀬村 6.大箇野村 7.伊奈良村 8.赤羽村 9.千江田村 10.梅島村 11.佐貫村 12.六郷村 13.三野谷村 14.富永村 15.永楽村 16.大川村 17.小泉村 18.高島村 19.中野村 20.長柄村 21.多々良村 22.渡瀬村（紫：館林市 青：板倉町 赤：明和町 桃：邑楽町 橙：千代田町 黄：大泉町）

- 明治22年（1889年）4月1日 - 町村制の施行により、以下の町村が発足。（1町21村）
  - 館林町 ← 館林町［大部分］、谷越村［大部分］、成島村［一部］、当郷村［一部］（現・館林市）
  - 郷谷村 ← 新当郷村、田谷村、四ツ谷村、当郷村［大部分］、館林町［一部］（現・館林市）
  - 大島村（単独村制。現・館林市）
  - 西谷田村 ← 除川村、西岡村、西岡新田、細谷村、離村、大荷場村、大曲村（現・板倉町）
  - 海老瀬村（単独村制。現・板倉町）
  - 大箇野村 ← 大高島村、下五箇村、飯野村（現・板倉町）
  - 伊奈良村 ← 板倉村、岩田村、籾谷村、内蔵新田村（現・板倉町）
  - 赤羽村 ← 羽附村、赤生田村（現・館林市）
  - 千江田村 ← 千津井村、江口村、江黒村、田島村、斗合田村（現・明和町）
  - 梅島村 ← 新里村、梅原村、中谷村、南大島村（現・明和町）
  - 佐貫村 ← 須賀村、大輪村、大輪沼新田、川俣村、大佐貫村、矢島村［大部分］、入ヶ谷村［一部］（現・明和町）
  - 六郷村 ← 新宿村、松原村、小桑原村、青柳村、近藤村、堀工村（現・館林市）
  - 三野谷村 ← 上三林村、下三林村、野辺村、入ヶ谷村［大部分］、矢島村［一部］（現・館林市）
  - 富永村 ← 上五箇村、萱野村、木崎村、上中森村、下中森村、瀬戸井村［大部分］、赤岩村［一部］（現・千代田町）
  - 永楽村 ← 福島村、舞木村、鍋谷村、新福寺村、赤岩村［大部分］、瀬戸井村［一部］（現・千代田町）
  - 大川村 ← 仙石村、吉田村、古海村、寄木戸村、古氷村、坂田村（現・大泉町）
  - 小泉村 ← 上小泉村、下小泉村（現・大泉町）
  - 高島村 ← 藤川村、秋妻村、石打村（現・邑楽町）
  - 中野村 ← 中野村、鶉村、鶉新田、光善寺村（現・邑楽町）
  - 長柄村 ← 篠塚村、狸塚村、赤堀村（現・邑楽町）
  - 多々良村 ← 高根村、木戸村、日向村、成島村［大部分］、谷越村［一部］（現・館林市）
  - 渡瀬村 ← 下早川田村、上早川田村、傍示塚村、足次村、大新田、岡野村（現・館林市）
  - 古戸村が新田郡沢野村の一部となる。
- 明治29年（1896年）7月15日 - 郡制を施行。
- 明治35年（1902年）7月25日 - 小泉村が町制施行して小泉町となる。（2町20村）
- 大正12年（1923年）4月1日 - 郡会が廃止。郡役所は存続。
- 大正15年（1926年）7月1日 - 郡役所が廃止。以降は地域区分名称となる。
- 昭和17年（1942年）7月1日 - 「邑楽地方事務所」が館林町に設置され、本郡を管轄。
- 昭和29年（1954年）4月1日 - 館林町・郷谷村・大島村・赤羽村・六郷村・三野谷村・多々良村・渡瀬村が合併して館林市が発足し、郡より離脱。（1町13村）
- 昭和30年（1955年）
  - 2月1日 - 西谷田村・海老瀬村・大箇野村・伊奈良村が合併して板倉町が発足。（2町9村）
  - 3月1日（2町6村）
    - 高島村・中野村が合併して中島村が発足。
    - 千江田村・梅島村・佐貫村が合併して明和村が発足。

  - 3月31日 - 富永村・永楽村・長柄村が合併して千代田村が発足。（2町4村）
- 昭和31年（1956年）9月30日 - 千代田村の一部（旧長柄村の大字篠塚・狸塚・赤堀）が中島村に編入。
- 昭和32年（1957年）
  - 1月1日 - 中島村が邑楽村に改称。
  - 3月31日 - 小泉町・大川村が合併して大泉町が発足。（2町3村）
- 昭和43年（1968年）4月1日 - 邑楽村が町制施行して邑楽町となる。（3町2村）
- 昭和57年（1982年）4月1日 - 千代田村が町制施行して千代田町となる。（4町1村）
- 平成10年（1998年）10月1日 - 明和村が町制施行して明和町となる。（5町）

### 変遷表

#### 自治体の変遷
|  | 明治22年4月1日 | 明治22年 - 大正15年  | 昭和元年 - 昭和29年   | 昭和30年                 | 昭和31年 - 昭和32年          | 昭和31年 - 昭和32年        | 昭和33年 - 昭和64年 | 平成元年 - 現在      | 現在     |
|  | -------------- | -------------------- | --------------------- | ------------------------ | ---------------------------- | -------------------------- | ------------------- | -------------------- | -------- |
|  | 館林町         | 館林町               | 昭和29年4月1日 館林市 | 館林市                   | 館林市                       | 館林市                     | 館林市              | 館林市               | 館林市   |
|  | 郷谷村         | 郷谷村               | 昭和29年4月1日 館林市 | 館林市                   | 館林市                       | 館林市                     | 館林市              | 館林市               | 館林市   |
|  | 大島村         | 大島村               | 昭和29年4月1日 館林市 | 館林市                   | 館林市                       | 館林市                     | 館林市              | 館林市               | 館林市   |
|  | 赤羽村         | 赤羽村               | 昭和29年4月1日 館林市 | 館林市                   | 館林市                       | 館林市                     | 館林市              | 館林市               | 館林市   |
|  | 六郷村         | 六郷村               | 昭和29年4月1日 館林市 | 館林市                   | 館林市                       | 館林市                     | 館林市              | 館林市               | 館林市   |
|  | 三野谷村       | 三野谷村             | 昭和29年4月1日 館林市 | 館林市                   | 館林市                       | 館林市                     | 館林市              | 館林市               | 館林市   |
|  | 多々良村       | 多々良村             | 昭和29年4月1日 館林市 | 館林市                   | 館林市                       | 館林市                     | 館林市              | 館林市               | 館林市   |
|  | 渡瀬村         | 渡瀬村               | 昭和29年4月1日 館林市 | 館林市                   | 館林市                       | 館林市                     | 館林市              | 館林市               | 館林市   |
|  | 小泉村         | 明治35年7月25日 町制 | 小泉町                | 小泉町                   | 昭和32年3月31日 大泉町       | 昭和32年3月31日 大泉町     | 大泉町              | 大泉町               | 大泉町   |
|  | 大川村         | 大川村               | 大川村                | 大川村                   | 昭和32年3月31日 大泉町       | 昭和32年3月31日 大泉町     | 大泉町              | 大泉町               | 大泉町   |
|  | 西谷田村       | 西谷田村             | 西谷田村              | 昭和30年2月1日 板倉町    | 板倉町                       | 板倉町                     | 板倉町              | 板倉町               | 板倉町   |
|  | 海老瀬村       | 海老瀬村             | 海老瀬村              | 昭和30年2月1日 板倉町    | 板倉町                       | 板倉町                     | 板倉町              | 板倉町               | 板倉町   |
|  | 大箇野村       | 大箇野村             | 大箇野村              | 昭和30年2月1日 板倉町    | 板倉町                       | 板倉町                     | 板倉町              | 板倉町               | 板倉町   |
|  | 伊奈良村       | 伊奈良村             | 伊奈良村              | 昭和30年2月1日 板倉町    | 板倉町                       | 板倉町                     | 板倉町              | 板倉町               | 板倉町   |
|  | 高島村         | 高島村               | 高島村                | 昭和30年3月1日 中島村    | 中島村                       | 昭和32年1月1日 改称 邑楽村 | 昭和43年4月1日 町制 | 邑楽町               | 邑楽町   |
|  | 中野村         | 中野村               | 中野村                | 昭和30年3月1日 中島村    | 中島村                       | 昭和32年1月1日 改称 邑楽村 | 昭和43年4月1日 町制 | 邑楽町               | 邑楽町   |
|  | 長柄村         | 長柄村               | 長柄村                | 昭和30年3月31日 千代田村 | 昭和31年9月30日 中島村に編入 | 昭和32年1月1日 改称 邑楽村 | 昭和43年4月1日 町制 | 邑楽町               | 邑楽町   |
|  | 富永村         | 富永村               | 富永村                | 昭和30年3月31日 千代田村 | 千代田村                     | 千代田村                   | 昭和57年4月1日 町制 | 千代田町             | 千代田町 |
|  | 永楽村         | 永楽村               | 永楽村                | 昭和30年3月31日 千代田村 | 千代田村                     | 千代田村                   | 昭和57年4月1日 町制 | 千代田町             | 千代田町 |
|  | 千江田村       | 千江田村             | 千江田村              | 昭和30年3月1日 明和村    | 明和村                       | 明和村                     | 明和村              | 平成10年10月1日 町制 | 明和町   |
|  | 梅島村         | 梅島村               | 梅島村                | 昭和30年3月1日 明和村    | 明和村                       | 明和村                     | 明和村              | 平成10年10月1日 町制 | 明和町   |
|  | 佐貫村         | 佐貫村               | 佐貫村                | 昭和30年3月1日 明和村    | 明和村                       | 明和村                     | 明和村              | 平成10年10月1日 町制 | 明和町   |

## 行政

### 歴代郡長[6]
| 代 | 氏名       | 就任年月日                 | 退任年月日                 | 備考     |
| -- | ---------- | -------------------------- | -------------------------- | -------- |
| 1  | 林恪齋     | 明治11年（1878年）12月7日  | 明治12年（1879年）9月14日  |          |
| 2  | 石川重玄   | 明治12年（1879年）9月24日  | 明治13年（1880年）10月29日 |          |
|    | 高島邦臣   | 明治13年（1880年）11月9日  | 明治13年（1880年）11月27日 | 郡長心得 |
| 3  | 村田保三   | 明治13年（1880年）11月13日 | 明治16年（1883年）6月19日  |          |
| 4  | 村山具瞻   | 明治16年（1883年）6月19日  | 明治23年（1890年）12月6日  |          |
| 5  | 八木始     | 明治23年（1890年）12月6日  | 明治27年（1894年）1月16日  |          |
| 6  | 鹽谷良翰   | 明治27年（1894年）1月16日  | 明治29年（1896年）4月28日  |          |
| 7  | 熊谷彦十郎 | 明治29年（1896年）4月28日  | 明治33年（1900年）3月12日  |          |
| 8  | 小出雅雄   | 明治33年（1900年）3月12日  | 明治39年（1906年）1月29日  |          |
| 9  | 鎗居亀太郎 | 明治39年（1906年）1月29日  | 明治42年（1909年）4月27日  |          |
| 10 | 塙任       | 明治42年（1909年）4月27日  | 大正10年（1921年）3月5日   |          |
| 11 | 堀太郎作   | 大正10年（1921年）3月5日   | 大正12年（1923年）1月22日  |          |
| 12 | 中井久三   | 大正12年（1923年）1月22日  | 大正12年（1923年）11月30日 |          |
| 13 | 鳥海喜久多 | 大正12年（1923年）12月24日 | 大正15年（1926年）7月1日   | 廃止     |

### 郡役所

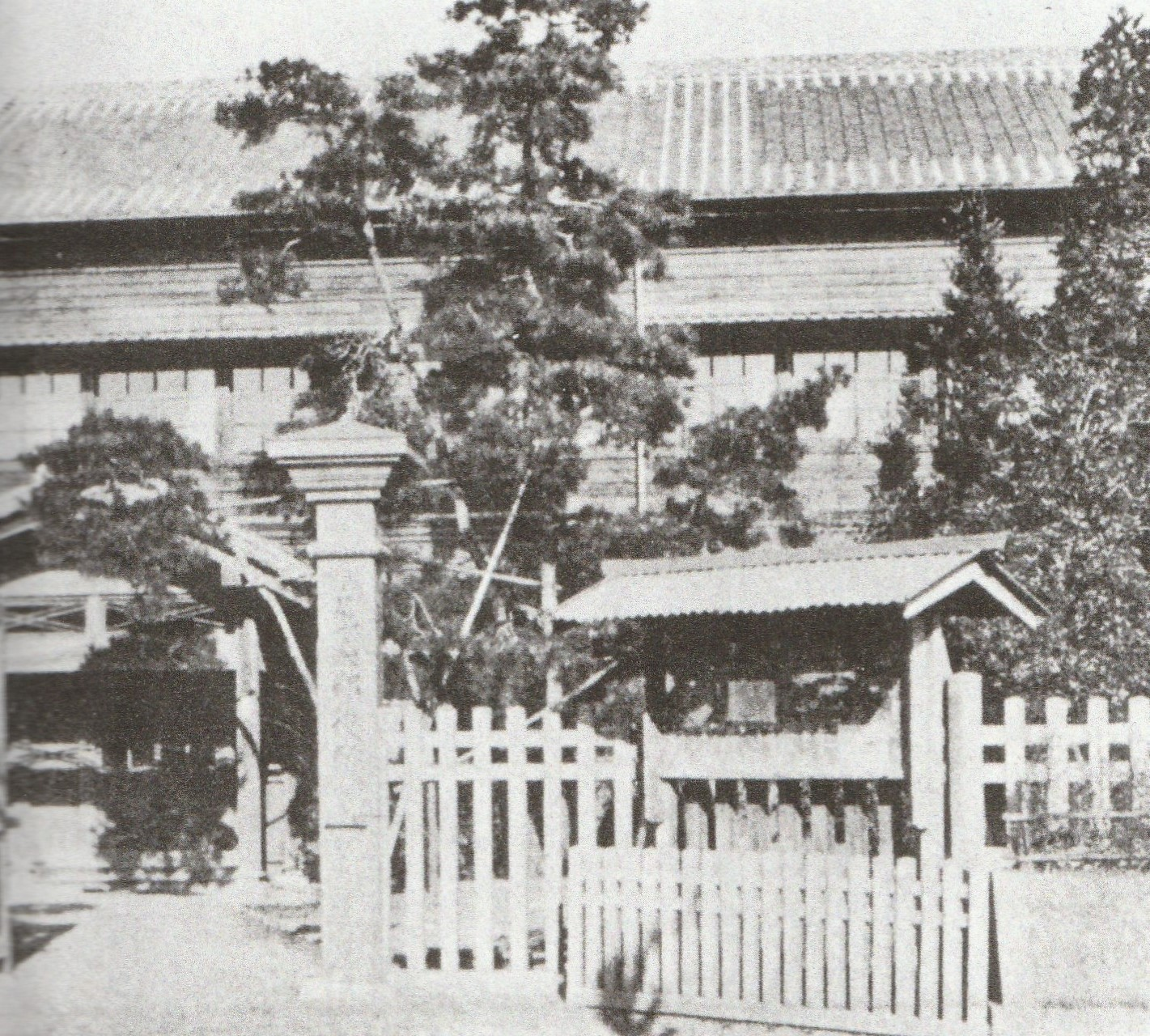
邑楽郡役所

明治11年から館林町字谷越町、明治43年館林町字大名小路に移転。